# Daniel Wołk Łaniewski
Daniel Wołk Łaniewski – wojski mozyrski w latach 1713–1746, podstoli mozyrski w 1702 roku.
Syn stolnika starodubowskiego Gedeona i Katarzyny z Borzymowskich.
Był wyznawcą kalwinizmu.